# FK Baumit Jablonec
Az FK Baumit Jablonec cseh labdarúgóklub, amely a cseh élvonalban szerepel. Székhelye Jablonec nad Nisou városában található. Hazai mérkőzéseit a Stadion Střelnicében rendezi.

## Korábbi nevei
- 1945–1948: ČSK Jablonec nad Nisou (Český sportovní klub Jablonec nad Nisou)
- 1948–1955: SK Jablonec nad Nisou (Sportovní klub Jablonec nad Nisou)
- 1955–1960: Sokol Preciosa Jablonec nad Nisou
- 1960–1963: TJ Jiskra Jablonec nad Nisou (Tělovýchovná jednota Jiskra Jablonec nad Nisou)
- 1963–1993: TJ LIAZ Jablonec nad Nisou (Tělovýchovná jednota Liberecké automobilové závody Jablonec nad Nisou)
- 1993–1994: TJ Sklobižu Jablonec nad Nisou (Tělovýchovná jednota Sklobižu Jablonec nad Nisou)
- 1994–1998: FK Jablonec nad Nisou (Fotbalový klub Jablonec nad Nisou, a.s.)
- 1998–2008: FK Jablonec 97 (Fotbalový klub Jablonec 97, a.s.)

2008 óta jelenlegi nevén szerepel.

## Sikerei
- Cseh labdarúgó-bajnokság (Gambrinus Liga)

  - Ezüstérmes (1 alkalommal): 2010
  - Bronzérmes (2 alkalommal): 1996, 1997

- Cseh kupa (Pohár ČMFS)
  - Győztes (1 alkalommal): 1998
  - Ezüstérmes (4 alkalommal): 1970, 2003, 2007, 2010

## Eredményei

### Bajnoki múlt
A Baumit Jablonec helyezései az cseh labdarúgó-bajnokság élvonalában.
| Idény   | Helyezés |
| ------- | -------- |
| 1994–95 | 10. hely |
| 1995–96 | 3. hely  |
| 1996–97 | 3. hely  |
| 1997–98 | 6. hely  |
| 1998–99 | 12. hely |
| 1999–00 | 13. hely |

| Idény   | Helyezés |
| ------- | -------- |
| 2000–01 | 12. hely |
| 2001–02 | 9. hely  |
| 2002–03 | 12. hely |
| 2003–04 | 10. hely |
| 2004–05 | 6. hely  |
| 2005–06 | 8. hely  |

| Idény   | Helyezés |
| ------- | -------- |
| 2006–07 | 9. hely  |
| 2007–08 | 12. hely |
| 2008–09 | 5. hely  |
| 2009–10 | 2. hely  |
| 2010–11 |          |

### Európaikupa-szereplés

#### Összesítve
| Kupa                        | M  | GY | D | V | LG–KG |
| --------------------------- | -- | -- | - | - | ----- |
| Európa-liga                 | 2  | 0  | 0 | 2 | 1–4   |
| UEFA-kupa                   | 6  | 2  | 3 | 1 | 13–6  |
| Kupagyőztesek Európa-kupája | 2  | 1  | 0 | 1 | 3–3   |
| Összesítve                  | 10 | 3  | 3 | 4 | 17–13 |

#### Szezonális bontásban
| Idény     | Kupa                        | Forduló         | Klub            | 1. mérk. | 2. mérk. | Össz. |
| --------- | --------------------------- | --------------- | --------------- | -------- | -------- | ----- |
| 1997–1998 | UEFA-kupa                   | 1. selejtezőkör | Qarabağ FK      | 5–0      | 3–0      | 8–0   |
| 1997–1998 | UEFA-kupa                   | 2. selejtezőkör | Örebro SK       | 1–1      | 0–0      | 1–1   |
| 1998–1999 | Kupagyőztesek Európa-kupája | 1. forduló      | Apóllon Lemeszú | 1–2      | 2–1      | 3–3   |
| 2007–2008 | UEFA-kupa                   | 2. selejtezőkör | Austria Wien    | 3–4      | 1–1      | 4–5   |
| 2010–2011 | Európa-liga                 | 3. selejtezőkör | APÓEL           | 0–1      | 1–3      | 1–4   |

Megjegyzés: Az eredmények minden esetben az Baumit Jablonec szemszögéből értendőek, a dőlten írt mérkőzéseket pályaválasztóként játszotta.